# Hedvig Elisabeth Millberg

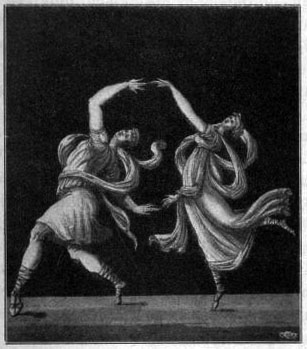
Hedvig Elisabeth Millberg-Casagli och maken Luigi Casagli.

Hedvig Elisabeth Millberg senare Casagli, född 1778, död 1805, var en svensk ballerina.
Aktiv på Operan i Stockholm från 1794 till sin död 1805.  Hon nämns som en betydande artist: 
"Hon prisas mycket för sin smakfulla dans, särdeles i Enleveringen eller Röfrarbandet och Iphigenie i Auliden." 
Hon var gift med Ludovico Casagli (1769-1831), som var premiärdansör vid Kungliga Baletten 1794-1806 och därefter danslärare och senare gift med Justina Casagli.